# Schweißhund

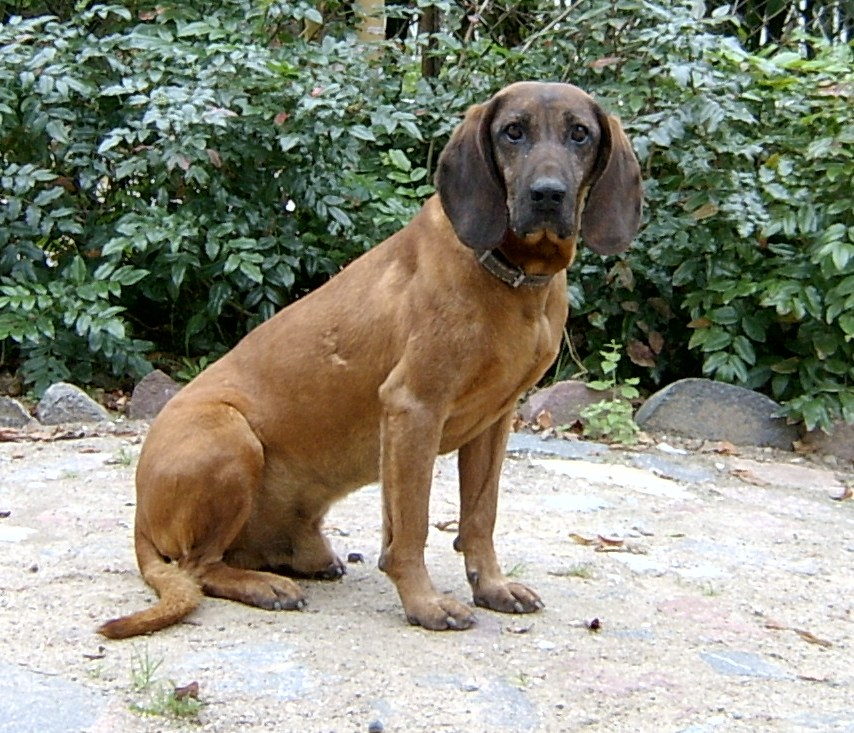
Bayerischer Gebirgsschweißhund

Schweißhunde (Jägersprache: Schweiß = Blut) sind Jagdhunde, die darauf spezialisiert sind, verletztes Wild im Rahmen der Nachsuche zu suchen und zu stellen.

## Geschichte
Ein Schweiß- oder auch Bluthund hieß im Mittelalter Bracke. Das war bis ins 18. Jahrhundert, teilweise bis in die Mitte des 19. Jahrhunderts üblich.

## FCI
Die FCI listet diese Hunde in der Gruppe 6, Sektion 2. Von den Jagdverbänden für die Nachsuche regelmäßig anerkannte Rassen sind heute der Hannoversche Schweißhund (HSH), der Bayerische Gebirgsschweißhund (BGS) und die Alpenländische Dachsbracke (ADB). Die Zucht der Hannoverschen Schweißhunde ist bis in das 15. Jahrhundert zurück nachweisbar. Nicht von der FCI, jedoch in den USA anerkannt ist der Plott Hound.

## Voraussetzung
Ein Schweißhund zeichnet sich durch einen ungewöhnlich guten Geruchssinn, Ruhe, Wesensfestigkeit und Finderwillen bzw. Spurwillen aus. Ein ausgebildeter Schweißhund ist beispielsweise in der Lage, am Folgetag nach der Verletzung bei regnerischem Wetter das Wild nach stundenlanger Suche in mehreren Kilometern Entfernung zu finden und zu stellen. Um auch Fährten mit wenig oder nicht vorliegendem Schweiß arbeiten zu können, muss ein Schweißhund nicht nur eine Kaltfährte arbeiten, sondern wird auch mit dem Fährtenschuh für schwere Aufgaben eingearbeitet. 
Schweißhunde und ihre Hundeführer sind Spezialisten, die gerade für schwierige oder voraussichtlich lange Nachsuchen erforderlich werden.
Da die Leistung der Schweißhunde nur durch Übung und häufigen Nachsucheneinsatz erhalten werden kann, sind gute Hunde selten und teuer. Die meisten Jagdpächter sind oft nicht imstande, den notwendigen und hohen persönlichen Einsatz für die Ausbildung und Führung von Schweißhunden zu erbringen. Die Halter von Schweißhunden sind daher bei den Landesjagdverbänden, den lokalen Jägervereinigungen und den unteren Jagdbehörden registriert, damit erforderlichenfalls um Hilfe eines Nachsuchengespannes bei einer nahegelegenen Schweißhundstation nachgesucht werden kann.

## Erweiterung
Neben den erwähnten Schweißhundrassen werden in der jagdlichen Praxis auch andere Hunde auf der Schweißfährte ausgebildet und bei der Nachsuche eingesetzt.
Das Fach Nachsuche ist, wenn auch nicht im gleichen Umfang wie bei den Verbandsprüfungen der Schweißhunde, Bestandteil der obligatorischen Brauchbarkeitsprüfung (BP), früher JEP (Jagdeignungsprüfung) aller Jagdhundrassen.